# Eliščin pás
Ženský pás označovaný jako Eliščin pás je cenná gotická umělecká památka z Hradce Králové z druhé poloviny 15. století, která patří k jedněm z nejcennějších dochovaných předmětů spojených s dějinami města. Byl nejvýznamnější položkou tzv. purkmistrovského pokladu. Vlastnictví pásu bylo dlouho připisováno královnám vdovám Elišce Rejčce či Elišce (Alžbětě) Pomořanské, od nichž je odvozen jeho název. Od roku 1882 je pás součástí sbírek místního muzea, dnes Muzea východních Čech v Hradci Králové.

## Historie
První popis pásu učinil v roce 1780 krajský hejtman a první hradecký historiograf Karel Josef Biener z Bieneberka. Vyjádřil myšlenku, že pás původně náležel Elišce Pomořanské, která v Hradci po smrti císaře Karla IV. pobývala a městu ho později darovala. Podle popisu Bienenberka pás váží dva dolnorakouské pfundy (jeden pfund odpovídá asi 0,560 kg), je tvořen pletenou hedvábnou stuhou se středovým červeným pásem, lemovaným po stranách modrými pásy, na koncích a po stranách je pak stříbrné kování. Z této doby je také dochováno grafické zpodobnění pásu, které je součástí Bienenberkova díla.
Sbírku památek v Hradci Králové, včetně Eliščina pásu či sady dřevěných lžiček, popisuje ve svém díle také hradecký úředník a amatérský archeolog Mořic Lüssner. Ten mimo podrobného popisu pásu císařovny Alžběty vyjádřil údiv nad tím, že se zmíněné památky dochovaly v tak dobrém stavu, ačkoliv město v minulosti utrpělo řadu škod při ničivých válkách i požárech. Podotkl také, že město nechalo tyto památky uložit do dvou silných skříní a umístit je do kanceláře purkmistra na Malém náměstí (dnešní budova Nové radnice). Úvahy o tom, že pás náležel Alžbětě Pomořanské, přebrali také další autoři hradeckých dějin, Jeroným Jan Nepomucký Solař, Ludvík Domečka nebo architekt a restaurátor Antonín Cechner. Rozpory o tom, že pás náležel Elišce (Alžbětě) Pomořanské, přinesl poprvé Eduard Leisching při příležitosti vystavení pásu na výstavě ve Vídni v roce 1907. Následovala reakce v časopisu Ratibor, která opět kladla vznik památky do doby Karla IV.
V roce 1908 památku velmi podrobně zkoumal historik a kritik umění Karel Mádl, který vyjádřil přesvědčení, že se jedná o pasířskou práci až ze druhé poloviny 15. století, tedy nikoliv z doby Karla IV. Tento závěr navrhl na základě rozboru módních trendů 14. a 15. století, stejně jako na základě stylistického a epigrafického rozboru pásu. K tomu se později přiklonil také historik umění Zdeněk Wirth při svém epigrafickém rozboru pásu. Názor Karla Mádla je dodnes uznáván.
Skutečnou majitelkou pásu byla s největší pravděpodobností mlynářka Zuzana Rormajstrová (Rormistrová), vdova po mlynáři Rormajstrovi, jehož Rormajstrův mlýn spolu s vodárnou, která zásobovala město vodou, stával přibližně v místech dnešní vodní elektrárny a jezu Hučák v Hradci Králové. Pás díky svému zpracování a nákladnosti musel náležet velmi zámožné osobě, a protože Rormajstrovi byli nejen mlynáři, ale také správci vodárny, lze usuzovat, že pás náležel právě mlynářce Zuzaně. Ta je také zmiňována jako velmi podnikavá a energická žena, která neváhala vést spory se šlechtou či půjčovat peníze na zástavu cenných předmětů. Tuto teorii podtrhuje dochovaná závěť Zuzany Rorjamstrové, ve které mimo jiné odkazuje čtyři stříbrné pásy na výrobu kalichů kostelu sv. Jakuba a kostelu sv. Ducha. Pás byl v inventáři kostela sv. Ducha až do 19. století, a protože podle předpokládaného věku Zuzany v době psaní závěti lze klást její mládí právě do doby mezi lety 1450–1460, kdy byl pás s největší pravděpodobností vyroben, je předpoklad o vlastnictví pásu právě Zuzanou Rormajstrovou nejspíše správný.
Eliščin pás byl jako součást tzv. purkmistrovského pokladu uložen s dalšími předměty v truhle, ale častou manipulací byly některé předměty poškozeny. Proto byly v roce 1854 uloženy do dvou skříní na radnici na Malém náměstí. V roce 1879 se v městské reálce konala výstava starožitností, kde mimo jiné bylo možné vidět „památky po císařovně Alžbětě (Elišce), manželce Karla IV.“ Tato výstava dala podnět k založení městského muzea, jehož pokračovatelem je dnešní Muzeum východních Čech. Eliščin pás byl do muzea přenesen v roce 1882 a uložen ve speciálně vyrobené železné skříni. Od té doby je trvalou součástí muzejních sbírek.

## Popis

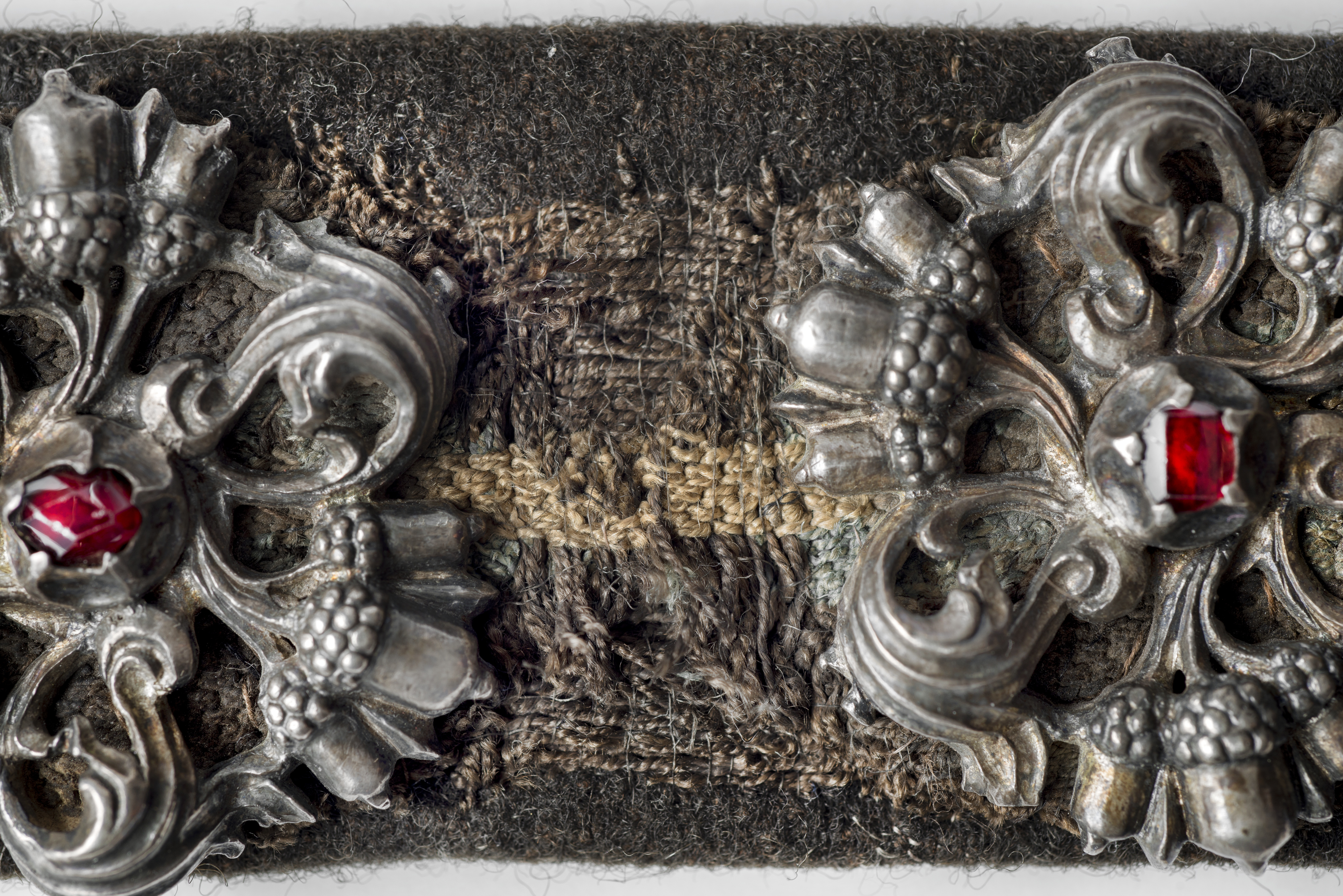
Detail Eliščina pásu

Pás je tvořen lněnou portou se středovým červeným pruhem, nyní vybledlým, a postranními bleděmodrými pruhy a zdobí ho 24 rozet tvořených vždy třemi trojicemi žaludů a stáčenými akantovými listy. V 19 rozetách jsou vsazeny české granáty vybroušené do routy, čtyři ztracené byly nahrazeny při restaurování kopiemi, pět z nich má ve středu otvor na protažení jazýčku spony. Nejkrásnější částí jsou dvě pasířsky opracovaná nákončí s prolamovaným gotickým kružbovím, broušenými a leštěnými drahokamy a modrým a zeleným emailem. Obdélníkový závěs je doplněn o stříbrný nápis „na tom swietie zadna gyna“ (na tom světě žádná jiná), který vystupuje z modrého emailu. Druhá strana je zakončena přezkou, sponu pásu drží dva lvíčci.

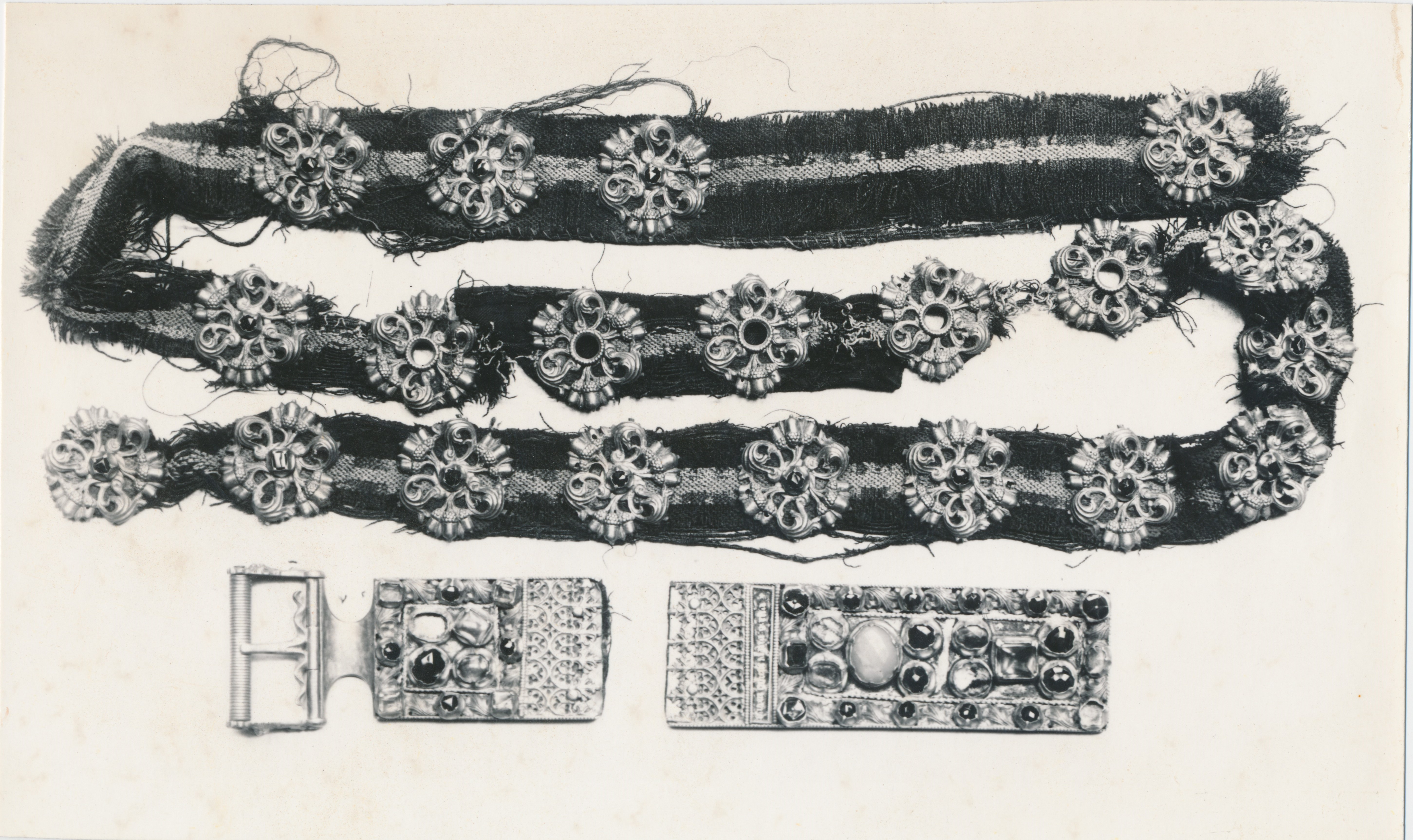
Eliščin pás před restaurováním v roce 1975

## Restaurování
Památka prošla v průběhu času několika etapami restaurování. První z nich bylo provedeno v roce 1975, kdy se přistoupilo především k opravám spojeným se stářím a běžným opotřebováním pásu v průběhu staletí. Druhé restaurování proběhlo v roce 2022 a navázalo na časté vystavování památek při výstavách, především po dlouhodobém vystavení v expozici "Královské město nad soutokem". Zatím poslední příležitostí (stav 2025), kdy byl pás představen veřejnosti, byla výstava s názvem Dědictví královského města, uspořádaná v roce 2025 v rámci oslav 800 let od první písemné zmínky o městu Hradci Králové.